# Karzinose
Als Karzinose oder Karzinomatose wird in der Medizin die diffuse Durchsetzung von Organen oder Körperhöhlen durch Zellverbände bösartiger Tumoren vom Typ eines Karzinoms bezeichnet. Sie ist oftmals als eine Metastasierung in serösen Höhlen verwirklicht.
Beispiele für eine solche Durchsetzung sind die Meningeosis neoplastica, die Pleurakarzinose und die Peritonealkarzinose.